# Busswil bei Büren

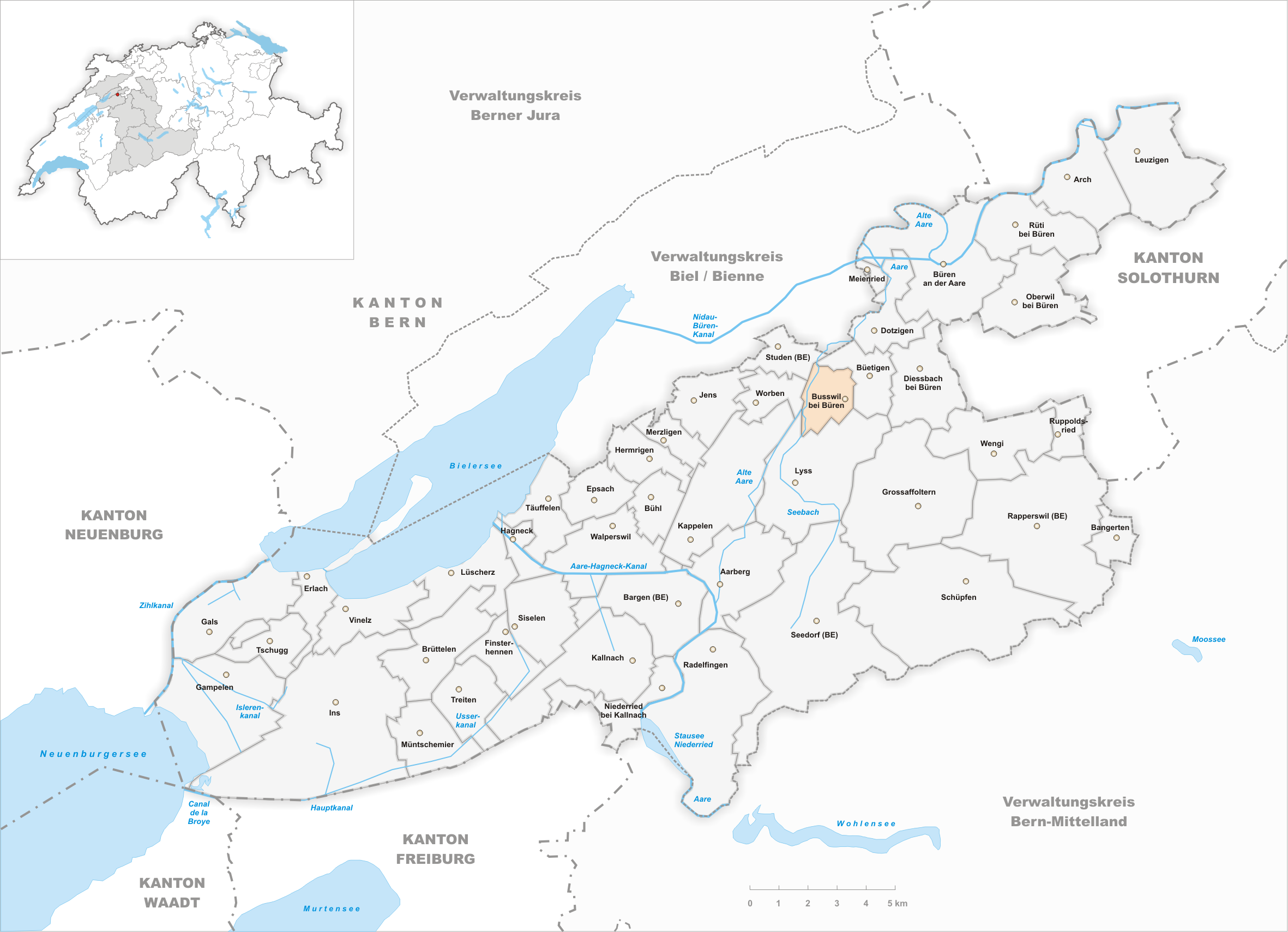
Gemeindestand vor der Fusion am 1. Januar 2011

Busswil bei Büren ist eine Ortschaft in der politischen Gemeinde Lyss im Schweizer Kanton Bern. Bis zum 31. Dezember 2010 war Busswil bei Büren eine eigene politische Gemeinde im Verwaltungskreis Seeland. Am 1. Januar 2011 fusionierte sie mit der Gemeinde Lyss.

## Geographie
Busswil liegt an der Alten Aare, dem Teil der Aare, welcher nach der Juragewässerkorrektion immer noch von Aarberg nach Büren fliesst. Beidseits der Alten Aare befindet sich eine Flussaue, welche heute geschützt ist.

## Bevölkerung
Busswil ist eine deutschsprachige Gemeinde. Nur 1,8 % sind französischsprachig.
Es existiert eine Burgergemeinde mit den Familien Bangerter, Eggli, Löffel, Stauffer und Stebler. Diese besitzt 0,7 km2 (23 %) Land und ist damit wohl grösste Landbesitzerin in Busswil.

### Wahlverhalten
- Wähleranteile der Parteien anlässlich der Nationalratswahlen 2003:
- SP: 33,9 %
- SVP: 25,1 %
- FDP: 13,7 %
- kleine Rechtsparteien: 9,6 %
- GP: 8,5 %
- EVP: 5,9 %
- CVP: 2,2 %
- andere: 1,2 %

## Wirtschaft

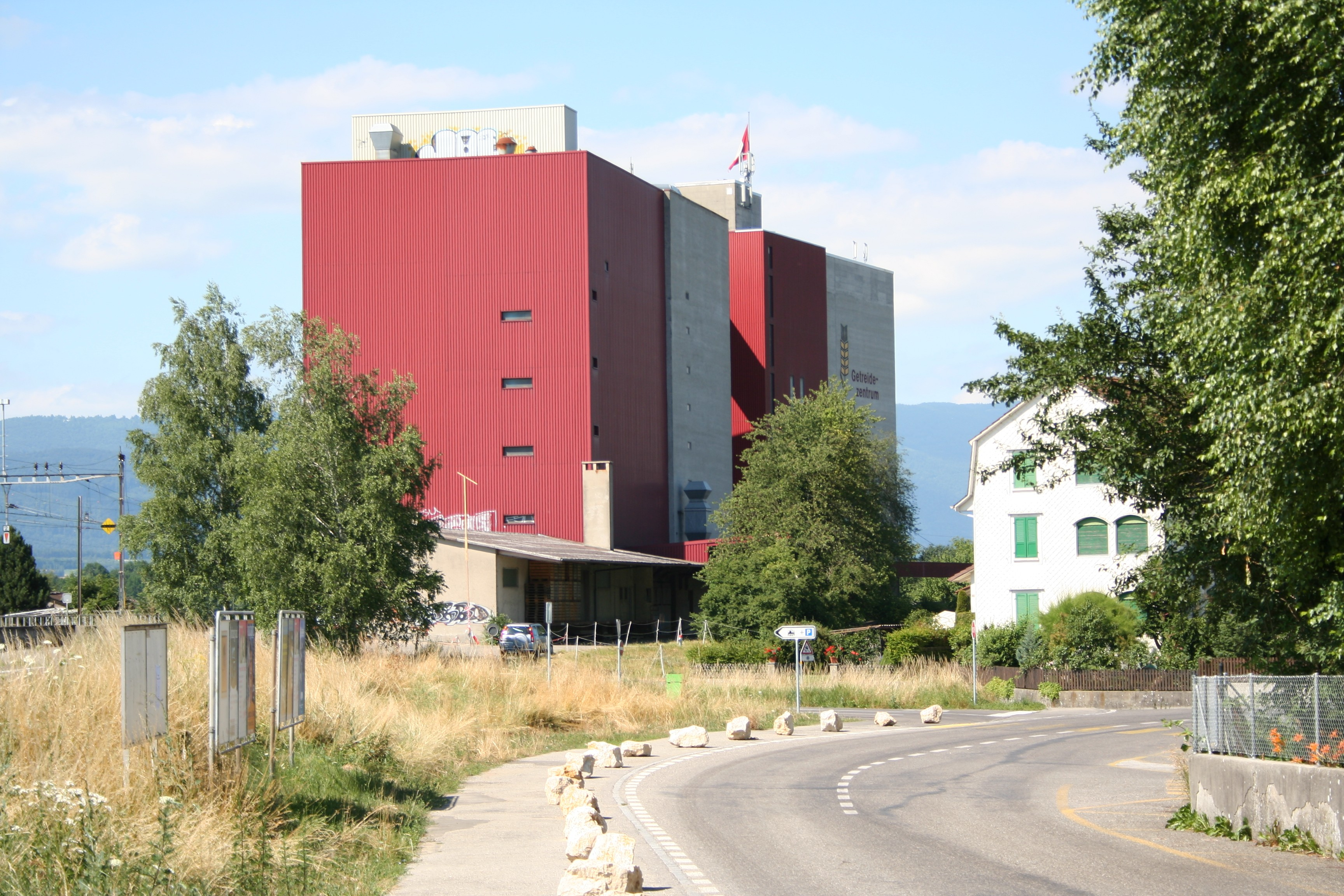
Der Getreidesilo am Bahngleis Richtung Dotzigen

In Busswil stand die Nutrex AG, eine Essigfabrik der Coop. Im 21. Jahrhundert wurde die Firma liquidiert und die Essigproduktion nach Brunnen verlagert. Im Jahr 1965 wurde direkt am Bahngleis Richtung Dotzigen in der Nähe des Bahnhofs ein Getreidesilo in Betrieb genommen. Nach mehreren Erweiterungen fasst er heute 16'000 t. Der Silo ist das höchste Gebäude im Dorf und von weitem zu erkennen.

### Verkehr
Busswil ist erschlossen durch den öffentlichen Verkehr. Im Netz der S-Bahn Bern ist Busswil Umsteigebahnhof für die Linien S3 und S36, Bern–Biel/Bienne, Lyss und Kerzers–Büren an der Aare.
Für den Strassenverkehr gibt es seit dem 21. Dezember 1958 die Autostrasse T6 von Biel nach Lyss. Einen eigenen Anschluss besitzt Busswil nicht, die nächsten Anschlüsse befinden sich in Lyss oder Studen. Dennoch ist die Autostrasse für die Pendler von grosser Bedeutung.

## Geschichte
1864 erhielt Busswil nach dem Bau der Linie Biel–Bern einen eigenen Bahnhof, 1876 wurde die Linie Lyss–Solothurn eröffnet. In diese Zeit fällt auch die 1. Juragewässerkorrektion, mit der Busswil von einem grossen Teil der Überschwemmungen befreit wurde.
Bis am 31. Dezember 2010 war Busswil eine eigenständige Gemeinde.